# Associazione Calcio Reggiana 1930-1931
Questa pagina raccoglie i dati riguardanti l'Associazione Calcio Reggiana nelle competizioni ufficiali della stagione 1930-1931.

## Stagione
Dopo aver disputato il girone B della Prima Divisione, serie C, la Reggiana ottiene un secondo posto che le permette di partecipare al girone finale per la promozione in serie B, dove non riesce a vincere neanche una partita, subendo pesanti sconfitte da parte di Comense (0-7) e Pavia (0-4).
Tra i pali arriva il portiere romagnolo Corazza che resterà fino al 1935 e al centro della prima linea debutta Alcide Violi ed in attacco Frattini (il primo giocatore laureato, in medicina). Per la prima volta a Reggio una partita (Reggiana-Piacenza del 30 novembre del 1930) viene annullata per intemperanze del pubblico. Era stata vinta dalla Reggiana per 2 a 1 (gol di Zanasi per il Piacenza e di Montanari e Frattini per la Reggiana) e verrà recuperata il 29 dicembre e pareggiata per 1 a 1 (gol di Gorla per i granata e autogol del reggiano Leoni).

## Organigramma societario
Area direttiva
- Presidente: Mario Muzzarini e Franco Fontanili

Area tecnica
- Allenatore: Regolo Ferretti

## Divise
| Prima divisa |

## Rosa
| N. |                   | Ruolo | Calciatore          |
| -- | ----------------- | ----- | ------------------- |
|    | Italia (bandiera) | P     | Aroldo Corazza      |
|    | Italia (bandiera) | P     | Amedeo Ghiselli     |
|    | Italia (bandiera) | P     | Luigi Pesenti       |
|    | Italia (bandiera) | D     | Athos Alinovi       |
|    | Italia (bandiera) | D     | Aldo Bedogni        |
|    | Italia (bandiera) | D     | Giannetto Bezzecchi |
|    | Italia (bandiera) | D     | Alberto Boni        |
|    | Italia (bandiera) | D     | Antonio De Carli    |
|    | Italia (bandiera) | D     | Fernando Ergelini   |
|    | Italia (bandiera) | D     | Paterlini           |
|    | Italia (bandiera) | D     | Ferruccio Valeriani |
|    | Italia (bandiera) | C     | Leopoldo Bolognesi  |
|    | Italia (bandiera) | C     | Aldo Corradini      |
|    | Italia (bandiera) | C     | Giuseppe Frattini   |

| N. |                   | Ruolo | Calciatore        |
| -- | ----------------- | ----- | ----------------- |
|    | Italia (bandiera) | C     | Vittorio Leoni    |
|    | Italia (bandiera) | C     | Orlando Magini    |
|    | Italia (bandiera) | C     | Raggio Montanari  |
|    | Italia (bandiera) | A     | Gino Benelli      |
|    | Italia (bandiera) | A     | Angelo Bonacina   |
|    | Italia (bandiera) | A     | Pietro Bresciani  |
|    | Italia (bandiera) | A     | Giulio Ferrari    |
|    | Italia (bandiera) | A     | Sergio Ferrari    |
|    | Italia (bandiera) | A     | Odoardo Galloni   |
|    | Italia (bandiera) | A     | Achille Gorla     |
|    | Italia (bandiera) | A     | Eugenio Lanzi     |
|    | Italia (bandiera) | A     | Renzo Lazzaretti  |
|    | Italia (bandiera) | A     | Alcide Ivan Violi |
|    | Italia (bandiera) | A     | Viscardo Zucchi   |

## Calciomercato
| Acquisti | Acquisti        | Acquisti        | Acquisti   |
| R.       | Nome            | da              | Modalità   |
| -------- | --------------- | --------------- | ---------- |
| P        | Aroldo Corazza  | Castelbolognese | definitivo |
| P        | Luigi Pesenti   | Enotria         | definitivo |
| D        | Luigi De Carli  | Pro Calcio      | definitivo |
| C        | Aldo Corradini  | Scandianese     | definitivo |
| C        | Orlando Magini  | Mirabello       | definitivo |
| A        | Giulio Ferrari  | Novellara       | definitivo |
| A        | Eugenio Lanzi   | Cadelbosco      | definitivo |
| A        | Viscardo Zucchi | ?               | definitivo |

| Cessioni | Cessioni         | Cessioni    | Cessioni      |
| R.       | Nome             | a           | Modalità      |
| -------- | ---------------- | ----------- | ------------- |
| P        | Giuseppe Baldi   | Foggia      | definitivo    |
| D        | Umberto Cornetti | Reggiana B  | definitivo    |
| D        | Carlo Vacondio   | ?           | fine carriera |
| D        | Arnaldo Vighi    | Parma       | definitivo    |
| C        | Francesco Pilati | Pistoiese   | definitivo    |
| C        | Felice Romano    | ?           | fine carriera |
| A        | Primo Forni      | Persicetana | definitivo    |
| A        | Mario Guizzardi  | ?           | fine carriera |
| A        | Venuto Lombatti  | Modena      | definitivo    |

## Risultati

### Prima Divisione

#### Girone d'andata
| Arbitro: | Giorgi (Milano) |

|                                   |           |                                           |
| Violi 12’ Montanari 24’, 37’, 50’ | Marcatori | 14’ Venzi 71’ Conforti 75’ (rig.) Romboli |

| Arbitro: | Melandri (Genova) |

|                            |           |  |
| Giorgetti 25’ Giordani 85’ | Marcatori |  |

| Arbitro: | Rovero (Voghera) |

|                                              |           |                                 |
| C. Miliotti 43’ Canestri 71’ (rig.) Dini 83’ | Marcatori | 44’ Frattini 69’, 76’ Bresciani |

| Arbitro: | Brighenti (Milano) |

|                                      |           |  |
| Montanari 11’ Frattini 62’, 83’, 89’ | Marcatori |  |

| Arbitro: | Simonotti (Novi Ligure) |

|                            |           |                         |
| Miniati 21’ Ceccherini 30’ | Marcatori | 37’ Violi 43’ Bresciani |

| Arbitro: | Piccoli (Bologna) |

|  |           |                                     |
|  | Marcatori | 8’ Violi 43’ Montanari 46’ Frattini |

| Arbitro: | Gardenghi (Brescia) |

|                                             |           |              |
| Gorla 2’ Montanari 27’ (rig.) Bresciani 85’ | Marcatori | 82’ Rastelli |

| Arbitro: | Carletti (Ancona) |

|                              |           |               |
| Godino 18’ Varali 78’ (rig.) | Marcatori | 89’ Montanari |

| Arbitro: | Gianni (Pisa) |

|                            |           |               |
| Giombetti 13’ Battioni 16’ | Marcatori | 74’ Montanari |

| Arbitro: | Brighenti (Milano) |

|              |           |                       |
| Gramigna 63’ | Marcatori | 7’ Frattini 29’ Gorla |

| Arbitro: | Bertone (Milano) |

|                                                       |           |  |
| Leoni 30’ Montanari 55’, 68’, 71’, 74’ Lanzi 60’, 85’ | Marcatori |  |

| Arbitro: | Dalle Mole (Vicenza) |

|             |           |  |
| Tazzari 20’ | Marcatori |  |

| Arbitro: | Lenti (Genova) |

|           |           |                  |
| Gorla 26’ | Marcatori | 53’ (aut.) Leoni |

#### Girone di ritorno
| Empoli 4 gennaio 1931, ore 14:30 14ª giornata | Empoli            | 0 – 2 A tav. | Reggiana | \| Arbitro: \| Melandri (Genova) \| |
| Arbitro:                                      | Melandri (Genova) |              |          |                                     |

| Arbitro: | Rossetti (Milano) |

|                                     |           |  |
| G. Ferrari 50’ Bresciani 87’ (rig.) | Marcatori |  |

| Arbitro: | Armani (Rovereto) |

|              |           |  |
| Montanari 6’ | Marcatori |  |

| Arbitro: | Cinolotti (Vercelli) |

|                                      |           |  |
| Duè 20’ Piacentini 63’ Malenotti 75’ | Marcatori |  |

| Arbitro: | Ferraro (Vercelli) |

|                            |           |              |
| Bonacina 12’ Montanari 17’ | Marcatori | 90’ Sassetti |

| Arbitro: | Casartelli (Milano) |

|                                      |           |                                  |
| Violi 4’, 87’ Montanari 9’, 21’, 49’ | Marcatori | 79’ Bartolozzi 90’ (rig.) Marini |

| Arbitro: | Maffiolini (Gallarate) |

|  |           |              |
|  | Marcatori | 33’ Frattini |

| Arbitro: | Ferraro (Vercelli) |

|                                               |           |                   |
| Violi 30’, 35’, 65’ Montanari 45’ Bedogni 50’ | Marcatori | 71’ (rig.) Varoli |

| Arbitro: | Pastorio (Vicenza) |

|                              |           |  |
| Frattini 3’ Violi 67’ (rig.) | Marcatori |  |

| Arbitro: | Caironi (Milano) |

|                                                   |           |  |
| Zanasi 27’ Cella 54’, 83’ Rossetti 63’ Tanini 88’ | Marcatori |  |

| Arbitro: | Dattilo (Roma) |

|                                                 |           |  |
| Gorla 10’ Violi 65’ Montanari 69’ Bresciani 82’ | Marcatori |  |

| Arbitro: | Lupini (Bergamo) |

|                 |           |  |
| Montelatici 43’ | Marcatori |  |

| Arbitro: | Rubinato (Venezia) |

|                                 |           |  |
| Frattini 50’, 70’ Montanari 65’ | Marcatori |  |

#### Girone finale

##### Andata
| Arbitro: | Lenti (Genova) |

|                                                          |           |  |
| Sacchi 7’, 30’, 48’, 71’ Romano 40’ Cetti 73’ Farina 79’ | Marcatori |  |

| Arbitro: | Barlassina (Novara) |

|                                  |           |                           |
| Montanari 62’, 73’ Bolognesi 71’ | Marcatori | 10’, 55’, 58’ Pignattelli |

| Arbitro: | Mattea (Torino) |

|                                              |           |                           |
| Romani 11’ Barbieri 58’ Ergellini 89’ (aut.) | Marcatori | 34’ Lazzaretti 65’ Zucchi |

##### Ritorno
| Arbitro: | Garbieri (Genova) |

|               |           |            |
| S.Ferrari 17’ | Marcatori | 70’ Romano |

| Arbitro: | Ciamberlini (Genova) |

|                                             |           |  |
| Marchetti 10’, 54’ Bellotti 21’ Ambrosi 72’ | Marcatori |  |

| Arbitro: | Mastellari (Bologna) |

|                     |           |                      |
| Violi 35’ Gorla 85’ | Marcatori | 10’ Romani 20’ Conti |

## Statistiche

### Statistiche di squadra
| Competizione                   | Punti | In casa | In casa | In casa | In casa | In casa | In casa | In trasferta | In trasferta | In trasferta | In trasferta | In trasferta | In trasferta | Totale | Totale | Totale | Totale | Totale | Totale | DR  |
| Competizione                   | Punti | G       | V       | N       | P       | Gf      | Gs      | G            | V            | N            | P            | Gf           | Gs           | G      | V      | N      | P      | Gf     | Gs     | DR  |
| ------------------------------ | ----- | ------- | ------- | ------- | ------- | ------- | ------- | ------------ | ------------ | ------------ | ------------ | ------------ | ------------ | ------ | ------ | ------ | ------ | ------ | ------ | --- |
| Prima Divisione, girone B      | 35    | 13      | 12      | 1       | 0       | 43      | 9       | 13           | 4            | 2            | 7            | 15           | 22           | 26     | 16     | 3      | 7      | 58     | 31     | +27 |
| Prima Divisione, girone finale | 3     | 3       | 0       | 3       | 0       | 6       | 6       | 3            | 0            | 0            | 3            | 2            | 14           | 6      | 0      | 3      | 3      | 8      | 20     | −12 |
| Totale                         |       |         |         |         |         |         |         |              |              |              |              |              |              |        |        |        |        |        |        |     |

### Statistiche dei giocatori
| Giocatore     | Prima Divisione | Prima Divisione |
| Giocatore     | Presenze        | Reti            |
| ------------- | --------------- | --------------- |
| G. Bezzecchi  | 32              | 0               |
| A. Bedogni    | 31              | 1               |
| G. Benelli    | 3               | 0               |
| L. Bolognesi  | 6               | 1               |
| A. Bonacina   | 6               | 1               |
| A. Boni       | 17              | 0               |
| P. Bresciani  | 22              | 6               |
| A. Corazza    | 23              | −37             |
| A. Corradini  | 5               | 0               |
| L. De Carli   | 1               | 0               |
| F. Ergellini  | 28              | 0               |
| G. Ferrari    | 3               | 1               |
| S. Ferrari    | 3               | 1               |
| G. Frattini   | 25              | 10              |
| O. Galloni    | 6               | 0               |
| A. Ghiselli   | 1               | −3              |
| A. Gorla      | 25              | 5               |
| E. Lanzi      | 1               | 2               |
| R. Lazzaretti | 4               | 1               |
| V. Leoni      | 12              | 1               |
| O. Magini     | 14              | 0               |
| R. Montanari  | 28              | 22              |
| Paterlini     | 6               | 0               |
| L. Pesenti    | 8               | −11             |
| F. Valeriani  | 8               | 0               |
| A.I. Violi    | 31              | 11              |
| V. Zucchi     | 2               | 1               |